# Hockey su ghiaccio alla XXIV Universiade invernale
Le competizioni di Hockey su ghiaccio alla XXIV Universiade invernale si svolsero nella città di Harbin, e in particolare:
- il torneo femminile alla Ice Hockey Gym
- il torneo maschile alla palestra del Harbin Institute of Physical Education

Le squadre in competizione erano le seguenti:
| Uomini        | Donne       |
| Cina          | Canada      |
| Corea del Sud | Cina        |
| Giappone      | Finlandia   |
| Kazakistan    | Giappone    |
| Regno Unito   | Slovacchia  |
| Rep. Ceca     | Regno Unito |
| Russia        |             |
| Stati Uniti   |             |

## Risultati

### Torneo maschile
| Arbitro: | Wang Zhanyong |

|                  |            |                                                                                      |
|                  | Marcatori  | 4', 58' Havluj 24', 50' Kukol 25' Spok 26' Wolf 28' Loucka 35' Jakel 41', 45' Hanzal |
| Matthew Bradbury | Allenatori | Jaroslav Liska                                                                       |

| Arbitro: | Nick Krebsbach |

| |            |                   |
| 1' Polkovnikov 6' Yefremov 9', 33' Kaznacheyev 17', 26' Lazarenko 18' Kurshuk 23' Gerassimov 37' Savenkov 51' Gavrilov | Marcatori  |                   |
| Benyu Wang | Allenatori | Valery Kirichenko |

| Arbitro: | Anssi Salonen |

|                           |            |                                                 |
| 8', 10' Kim 26', 52' Jung | Marcatori  | 5' Cornelius 28' Sheenan 40' Majkozak 46' Liang |
| Moon Hee Sang             | Allenatori | Joe Augusine                                    |

| Arbitro: | Anssi Salonen |

|            |            |                                        |
| 20' Tanaka | Marcatori  | 4', 31' Macejka 31' Karcak 47' Kadraba |
| Mark Mahon | Allenatori | Igor Toth                              |

| Arbitro: | Graham Skilliter |

|                                                                                    |            |                  |
| 1' Polkovnikov 2', 12', 31' Vorobyov 19', 46' Kachulin 43' Gerassimov 49' Yefremov | Marcatori  |                  |
| Valery Kirichenko                                                                  | Allenatori | Matthew Bradbury |

| Arbitro: | Mikael Sjoqvist |

| |            |            |
| 4' Pottruff 9', 42' O'Malley 22', 54' Kilgour 23' Da Silva 25', 29', 52' Woolger 30' Hellyer 32' Lenoski 34' Moore 35' Wheat | Marcatori  |            |
| Milan Dragicevic | Allenatori | Wang Benyu |

### Torneo femminile
| Arbitro: | Maciw Axelsson |

|                                            |            |                                |
| 23' Kapustova 30' Pravli Kova 35' Matejova | Marcatori  | 13', 48' Sun 20', 24', 52' Jin |
| Miroslav Karafiat                          | Allenatori | Paul Strople                   |

| Arbitro: | Maija Kontturi |

|               |            | |
|               | Marcatori  | 9' Ferguson 13' Davidson 18' Chartrand 24', 33', 50' Copeland 27 ' Borelan 29' Newton 34' Del Giudice 48' Cheverie 50' Hottot |
| Simon Manning | Allenatori | Dan Chirch |

| Arbitro: | France LaPratte |

|                 |            |                                               |
|                 | Marcatori  | 2'Jalosuo 5' Valimaki 28' Airola 37' Rytkonen |
| Toshiyoka Sakai | Allenatori | Hannu Saintula                                |

| Arbitro: | France LaPratte |

| |            |                                               |
| 20' Kapustova 23', 54' Jurcova 31' Velickova 34' Pravli Kova 37' Karafiatova 39' Culikova 50' Dankova | Marcatori  | 2'Jalosuo 5' Valimaki 28' Airola 37' Rytkonen |
| Miroslav Karafiat                                                                                     | Allenatori | Simon Manning                                 |

| Arbitro: | Tara Leighton |

|                 |            |                                      |
| 39' Sun 59' Jin | Marcatori  | 11' Takahashi 41' Uchida 65' Okazaki |
| Toshiyoka Sakai | Allenatori | Paul Strople                         |

| Arbitro: | Malin Axelsson |

|                                                     |            |                |
| 40' Hill 46' Ferguson 48' Provost 49', 50' Davidson | Marcatori  |                |
| Melody Davidson                                     | Allenatori | Saintula Hannu |